# Ferrovia Cosenza-Camigliatello-San Giovanni in Fiore
La ferrovia Cosenza-San Giovanni in Fiore (detta anche ferrovia Silana) è una linea ferroviaria a scartamento ridotto della Calabria che collega la città di Cosenza al suo entroterra silano raggiungendo le località montane tra cui Camigliatello Silano. Successivamente dal 1997 il tratto da quest'ultima località fino a San Giovanni in Fiore fu sospeso dal servizio regolare, ed era utilizzato solo per treni turistici. Nel 2008 è stato sospeso anche il servizio viaggiatori da Spezzano in poi. Dal 1º febbraio 2011 è stato sospeso l'esercizio ferroviario viaggiatori regolare oltre Pedace mantenendo il servizio solo nei giorni feriali.
Per il suo particolare "pregio culturale e paesaggistico", la ferrovia Silana, nell’intero tratto da Cosenza-San Giovanni in Fiore, è stata inserita nell'elenco delle ferrovie turistiche.

## Storia
Il progetto di una ferrovia che collegasse Cosenza al porto di Crotone era stato approntato sin dalla fine del XIX secolo. Presentato dall'ingegnere Ugolini, prospettava la costruzione della "Ferrovia Trans-silana", una linea a trazione elettrica da Cosenza che attraversato l'altopiano della Sila scendeva al porto di Crotone. Erano gli anni in cui la deputazione provinciale di Cosenza premeva presso il governo perché realizzasse il collegamento già previsto dalla Legge Baccarini per Nocera Terinese (sulla "Tirrenica") e la Spezzano-Lagonegro per il collegamento a nord verso Napoli. Ma le cose andarono per le lunghe in conseguenza di dispute tra Comuni, privati, altri enti e non ultima la Mediterranea (ancora impegnata nel completamento della Tirrenica).
Si dovette aspettare il 26 gennaio 1911 perché la "Mediterranea", divenuta "Mediterranea Calabro Lucane" (MCL), ottenute le concessioni con legge n. 135/1911 iniziasse a svolgere il suo programma(definito da molti "faraonico" per la sua estensione). Solo alla fine degli anni venti, comunque, vennero iniziati i lavori e nel 1932 la ferrovia era realizzata solo per metà e con due sezioni tra loro staccate; in seguito lo sviluppo del trasporto di persone su strada fece scemare l'interesse per il suo completamento. Del progetto era stato realizzato il tratto Crotone – Petilia Policastro che rimase in esercizio fino ad agosto 1972.
Nel 1952 sembrò rinascere l'interesse per l'opera: venne redatto un progetto dettagliato di costruzione del tratto mancante di 38 km da San Giovanni in Fiore a Petilia Policastro che avrebbe realizzato finalmente il collegamento con il mare ed il porto di Crotone ma rimase sulla carta dato che nonostante il porto avesse costituito un importante elemento di trasporto del pino silano e del faggio, il traffico era crollato a causa dello sfruttamento indiscriminato del patrimonio boschivo.
L'ultima tratta, da Camigliatello Silano a San Giovanni in Fiore, venne comunque inaugurata il 6 maggio 1956.
Il 16 dicembre 1989 fu attivato il nuovo collegamento a doppio binario tra la nuova stazione di Cosenza, posta a nord della città, e la vecchia stazione (divenuta fermata di Cosenza Centro); tra le due vennero create le nuove fermate di Campanella e Monaco.
Il servizio ferroviario, nel 2011, venne limitato a Pedace.
Dopo una lunga interruzione del servizio, dal mese di agosto 2016, è stato istituito un servizio turistico limitato ad alcuni periodi dell'anno e denominato "Treno della Sila", tra le stazioni di Moccone, Camigliatello e San Nicola-Silvana Mansio.
Dal 4 febbraio 2024 l'esercizio turistico ferroviario è sospeso sine die.

## Caratteristiche
La linea ha tutte le caratteristiche di una ferrovia di montagna, a scartamento ridotto di 950 mm, con lunghe livellette con pendenze fino al 60 per mille ad aderenza naturale e curve di 100 m di raggio minimo. A differenza di altre linee calabresi delle ex FCL non ha invece tratte a cremagliera. Il percorso iniziale di 7 km fino a Pedace è in comune con la Ferrovia Cosenza-Catanzaro Lido. Erano state costruite 24 tra stazioni e fermate alla distanza media di 3,2 km. La velocità commerciale era di 30 km/h. Il servizio svolto agli inizi con trazione a vapore fu poi velocizzato con l'introduzione di automotrici.

### Le maggiori opere d'ingegneria
La Cosenza - San Giovanni in Fiore rappresenta uno dei massimi esempi ancora esistenti di ingegneria ferroviaria in Italia. Difatti la linea, partendo da Cosenza, situata nella valle del Crati a 232 metri s.l.m., raggiunge il picco a San Nicola Silvana Mansio, posta a quota 1404 (tetto ferroviario d'Italia), per poi ridiscendere a San Giovanni in Fiore, quota 1048. Per superare tanto dislivello di oltre 1000 metri, la ferrovia si avvalse di soluzioni ingegneristiche al limite delle possibilità dell'epoca. Vanno annoverate tra queste:
- L'elicoidale posto poco dopo la stazione di Casole - Trenta, che permetteva di raggiungere la stazione di Pedace - Serrapedace, posta a un'altimetria di quasi 100 metri superiore rispetto alla precedente.
- Il viadotto in curva posto all'uscita della stazione di San Pietro in Guarano, dominante il paese e l'intera vallata è uno degli scorci paesaggistici più belli che la linea offriva, quando era in servizio interamente, con uno sguardo amplificato su tutta l'area di Rende/Cosenza.
- Tra Redipiano e Santo Janni, e poi da Santo Janni a Fondente, vennero realizzate due livellette ad aderenza naturale della pendenza massima del 60 per mille che richiesero, nelle stazioni di Santo Janni e Redipiano binari di salvamento in contropendenza, affogati nella sabbia e nel terriccio, con i deviatoi normalmente disposti verso di essi per ovvie ragioni di sicurezza.
- Poco dopo Camigliatello Silano, un lungo viadotto con leggera conformazione ad S, vagamente sullo stile del famoso Viadotto di Caprareccia della Ferrovia Spoleto-Norcia, oggi per metà immerso tra i secolari alberi della Sila. Il viadotto lungo 166 metri era il più lungo della linea, ed è ancora visibile dalla Strada Statale 107.

## Percorso

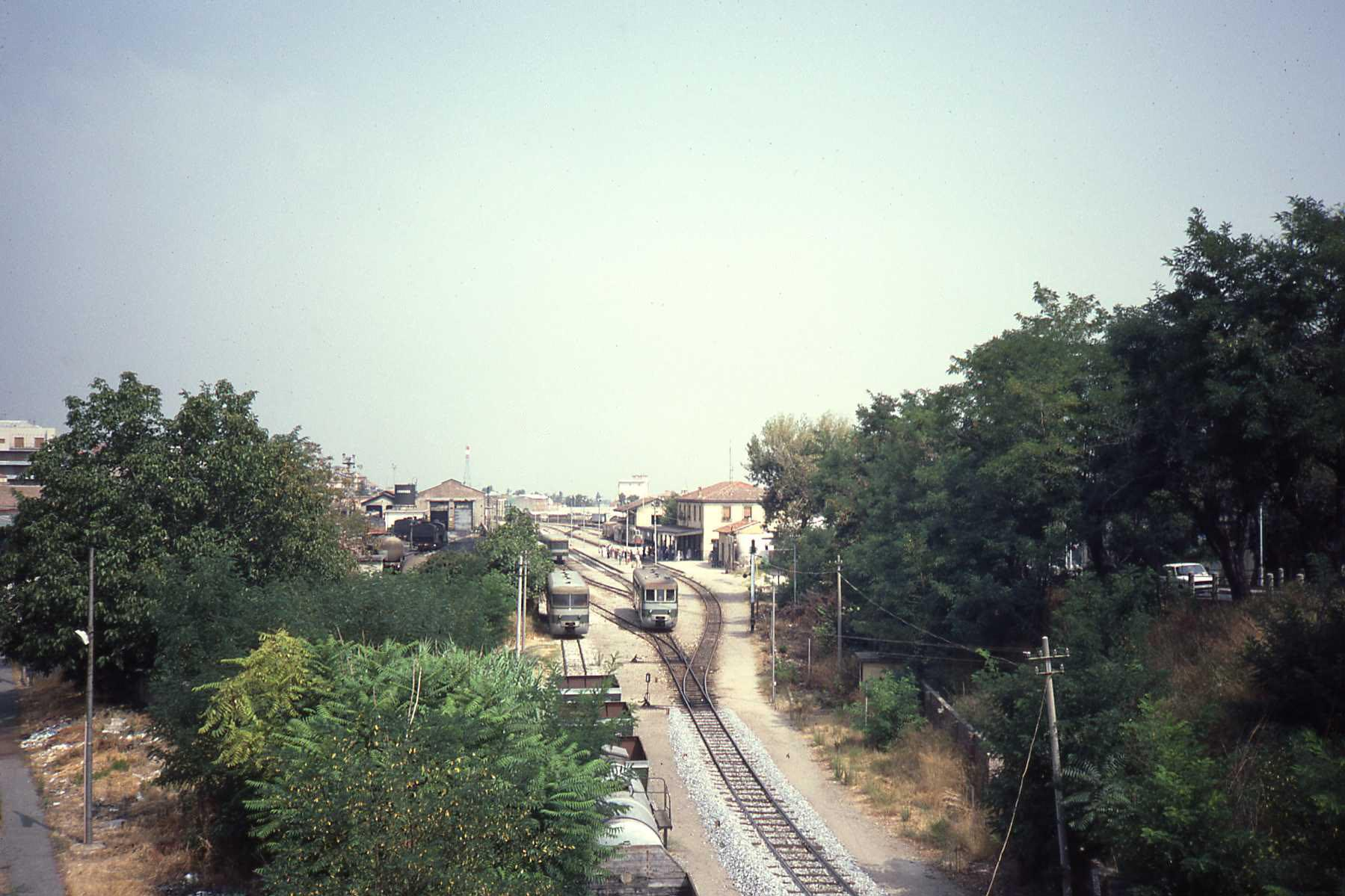
La vecchia stazione di Cosenza (1984)

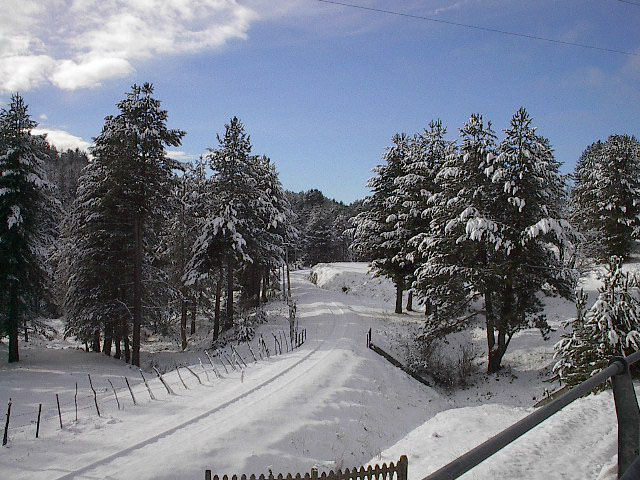
La linea in inverno sulla Sila nei pressi di Camigliatello

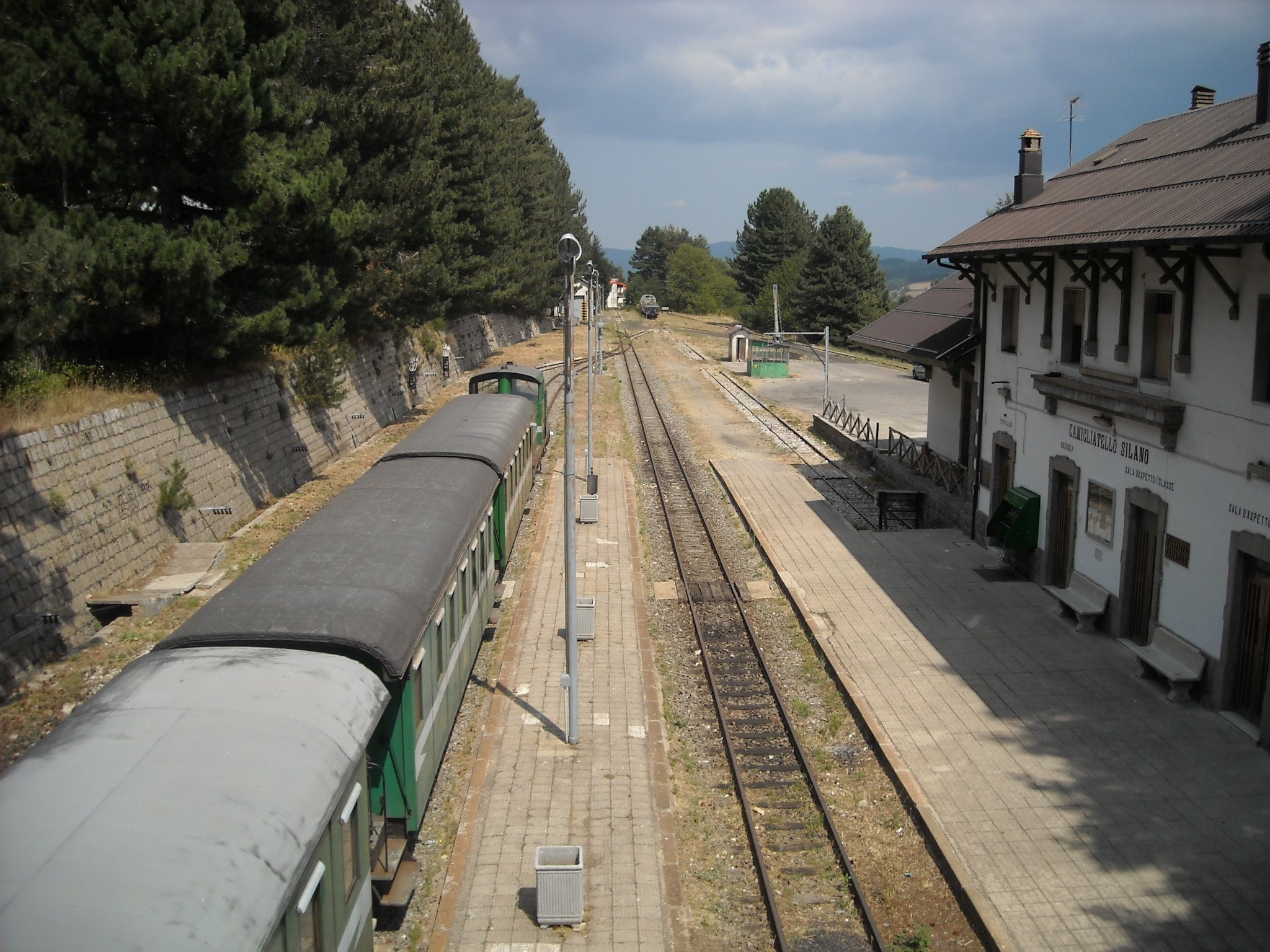
Stazione di Camigliatello Silano con treno storico in sosta

| Continuation backward |

| Unknown route-map component "xABZgl" | Transverse track | Transverse track | Unknown route-map component "STR+r" |

| Unknown route-map component "exSTR" |  | Head station | End station |

| Unknown route-map component "exSTR" |  | Stop on track |  |

| Unknown route-map component "exSTR" |  | Stop on track |  |

| Unknown route-map component "exKBHFe" | Unknown route-map component "exKBHFa" | Station on track |  |

|  | Unknown route-map component "xKRWg+l" | Unknown route-map component "KRWr" |  |

| Small bridge over water |

| Enter and exit short tunnel |

| Small bridge over water |

| Station on track |

| Stop on track |

| Enter and exit short tunnel |

| Enter and exit short tunnel |

| Station on track |

| 7+116 |
| 0+000 |

| Unknown route-map component "CONTgq" | Unknown route-map component "xABZgr" |  |  |

| Unknown route-map component "exWBRÜCKE1" |

| Unknown route-map component "exHST" |

| Unknown route-map component "exHST" + Unknown route-map component "lKRZu+F" |

| Unknown route-map component "ex3STR+1" | Unknown route-map component "ex3KRZu-" | Unknown route-map component "ex3STR+4" |  |

| Unknown route-map component "exSTRl" | Unknown route-map component "exSTRr" + Unknown route-map component "exBS2c2" | Unknown route-map component "exBS2r" |  |

| Unknown route-map component "exBHF" |

| Unknown route-map component "exBHF" |

| Unknown route-map component "exBHF" |

| Unknown route-map component "exHST" |

| Unknown route-map component "exTUNNEL2" |

| Unknown route-map component "exBHF" |

| Unknown route-map component "exHST" |

| Unknown route-map component "exTUNNEL2" |

| Unknown route-map component "exHST" |

| Unknown route-map component "exBHF" |

| Unknown route-map component "exWBRÜCKE1" |

| Unknown route-map component "exBHF" |

| Unknown route-map component "exTUNNEL2" |

| Unknown route-map component "exBHF" |

| Unknown route-map component "exHST" |

| Unknown route-map component "extSTRa" |

| Unknown route-map component "extSTRe" |

| Unknown route-map component "exWBRÜCKE1" |

| Unknown route-map component "KHSTxa" |

| Enter and exit short tunnel |

| Station on track |

| Small bridge over water |

| Unknown route-map component "eHST" |

| Unknown route-map component "eBHF" |

| Stop on track |

| Unknown route-map component "eHST" |

| Small bridge over water |

| Unknown route-map component "KBHFxe" |

| Unknown route-map component "exHST" |

| Unknown route-map component "exHST" |

| Unknown route-map component "exHST" |

| Unknown route-map component "exBHF" |

| Unknown route-map component "exTUNNEL2" |

| Unknown route-map component "exWBRÜCKE1" |

| Unknown route-map component "exBHF" |

| Unknown route-map component "exLSTR" |